# SPARC Enterprise
SPARC Enterprise (スパーク・エンタープライズ)シリーズは、 SPARC V9アーキテクチャのUNIXサーバシリーズである。サン・マイクロシステムズ （現オラクル）と富士通が共同開発し、2007年に導入された。2004年6月1日にサン・マイクロシステムズと富士通でSolarisとSPARCを搭載したサーバの製品ラインを統合する発表を行い、サンのSun Fireと富士通のPRIMEPOWERのそれぞれの後継として「SPARC Enterprise」の共通ブランドで各社から販売された。開発コード名は APL（Advanced Product Line）。
2010年以降、新しいSPARC CMTプロセッサ（SPARC T3以降）を搭載したサーバが、オラクルのSPARC Tシリーズサーバとしてブランド化され、SPARC Enterpriseブランドは廃止された。富士通は2011年2月からSPARC TシリーズのT3-1、T3-2、T3-4、T4-1、T4-2、T4-4についてSPARC Enterprise Tシリーズのラインで販売を続けたが、2015年12月にシリーズ全製品の販売終了した。富士通は2013年のSPARC M10からブランドをSPARC Serversに変更して、引き続きSPARC Mシリーズ、Tシリーズの販売を継続した。

## モデル
| モデル | ラック数 | 最大プロセッサ数             | プロセッサ周波数                                                  | 最大メモリ | 最大ディスク容量                    | 一般提供開始                                                     |
| ------ | -------- | ---------------------------- | ----------------------------------------------------------------- | ---------- | ----------------------------------- | ---------------------------------------------------------------- |
| M3000  | 2        | 1x SPARC64 VII、VII+         | 2.52、2.75 GHz（VII）または2.86 GHz（VII+）                       | 64 GB      | 4x2.5インチSAS                      | 2008年10月（2.52 GHz）、2010年2月（2.75 GHz）、2011年4月（VII+） |
| M4000  | 6        | 4x SPARC64 VI、VII、VII+     | 2.15 GHz（VI）、2.53 GHz（VII）、または2.66 GHz（VII+）           | 256 GB     | 2x2.5インチSAS                      | 2007年4月（VI）、2008年7月（VII）、2010年12月（VII+）            |
| M5000  | 10       | 8x SPARC64 VI、VII、VII+     | 2.15 GHz（VI）、2.53 GHz（VII）、または2.66 GHz（VII+）           | 512 GB     | 4x2.5インチSAS                      | 2007年4月（VI）、2008年7月（VII）、2010年12月（VII+）            |
| M8000  | 該当なし | 16x SPARC64 VI、VII、VII+    | 2.28、2.4 GHz（VI）、2.52、2.88 GHz（VII）、または3.0 GHz（VII+） | 1024 GB    | 16x2.5インチSAS                     | 2007年4月（VI）、2008年7月（VII）、2010年12月（VII+）            |
| M9000  | 該当なし | 32/64x SPARC64 VI、VII、VII+ | 2.28、2.4 GHz（VI）、2.52、2.88 GHz（VII）、または3.0 GHz（VII+） | 4096 GB    | 64x2.5インチSAS                     | 2007年4月（VI）、2008年7月（VII）、2010年12月（VII+）            |
| T1000  | 1        | 1x UltraSPARC T1             | 1.0 GHz                                                           | 32 GB      | 1x3.5インチSATAまたは2×2.5インチSAS | 2006年3月                                                        |
| T2000  | 2        | 1x UltraSPARC T1             | 1.0、1.2、1.4 GHz                                                 | 64 GB      | 最大4x2.5インチSAS                  | 2005年12月                                                       |
| T5120  | 1        | 1x UltraSPARC T2             | 1.2、1.4 GHz                                                      | 128 GB     | 最大8x2.5インチSAS                  | 2007年11月                                                       |
| T5140  | 1        | 2x UltraSPARC T2+            | 1.2、1.4 GHz                                                      | 128 GB     | 最大8x2.5インチSAS                  | 2008年4月                                                        |
| T5220  | 2        | 1x UltraSPARC T2             | 1.2、1.4 GHz                                                      | 128 GB     | 最大16x2.5インチSAS                 | 2007年11月                                                       |
| T5240  | 2        | 2x UltraSPARC T2+            | 1.2、1.4、1.6 GHz                                                 | 256 GB     | 最大16x2.5インチSAS                 | 2008年4月                                                        |
| T5440  | 4        | 4x UltraSPARC T2+            | 1.2、1.4、1.6 GHz                                                 | 512 GB     | 最大4x2.5インチSAS                  | 2008年10月                                                       |

### SPARC64プロセッサベースのモデル（Mシリーズ）
ミッドレンジおよびハイエンドのSPARC64 VI、SPARC64 VII、SPARC64 VII+プロセッサベースのサーバーは「Mシリーズ」と呼ばれた。 「M」は、メインフレームクラスのマシンと同様のRAS機能のことを意味している。 
Mシリーズは最初のモデル (M4000-9000)が2007年4月から販売開始し、2013年9月にシリーズ全製品の販売終了した。
- M3000 - 最大1CPU/4コア,2コア, ラックマウント(2U)
- M4000 - 最大4CPU/16コア, ラックマウント(6U)
- M5000 - 最大8CPU/32コア, ラックマウント(10U)
- M8000 - 最大16CPU/64コア, フロアスタンド
- M9000 - 最大64CPU/256コア, フロアスタンド

#### プロセッサの種類
SPARC64 VIはデュアルコアプロセッサであり、各コアは双方向垂直マルチスレッド（VMT）を備えている。 最大数のプロセッサで構成されたM9000サーバは、256の同時スレッドの実行をサポートした。 VMTは、きめが粗いマルチスレッド実装である。 SPARC64 VIの各コアは、2つのストランドまたはスレッドを処理できる。 VMTは、イベントに基づいて実行を1つのストランドから別のストランドに切り替える。別のスレッドから命令を実行するには、パイプラインを保存/フラッシュして、他のスレッドのレジスタに切り替える必要がある。これらのイベントには、L2キャッシュミス、ハードウェアタイマー例外、割り込み、またはマルチスレッド関連の制御命令が含まれる。これは、スイッチオンイベント（SOE）スレッドとも呼ばれる。
2008年、富士通はクアッドコアプロセッサであるSPARC64 VIIをリリースした。各コアは、双方向同時マルチスレッディングを備えていた。それまで利用中のMクラスサーバーは、SPARC64 VIIプロセッサにアップグレードすることができた。 
2010年、富士通はSPARC64 VII+ をリリースした。これは、以前のバージョンよりも高い頻度で、より大きなL2キャッシュで動作した。 SPARC64 VII、SPARC64 VII+プロセッサモジュールには4つの物理コアが含まれており、各コアは2つのスレッドを実行できる。各物理コアは、両方のスレッドを同時に実行できる。 同時マルチスレッディングを使用すると、コンテキスト切り替え時間がなく、2つのスレッドが命令パイプラインをスムーズに共有する。両方を実行する準備ができると、スーパースカラー命令の発行のためにサイクルを交互に切り替え、必要に応じて機能ユニットを共有する。
Mシリーズの重要な機能は、同じシステムとドメインでプロセッサ世代とクロック速度を混在させられることである。すべてのMシリーズサーバには、SPARC64 VIとSPARC64 VIIの両方のCPUをインストールでき、最も遅いCPUにあわせてクロックダウンすることなく、ネイティブの速度で実行される。

#### ベンチマーク記録
2007年4月17日、Sun SPARC Enterprise M9000はLINPACKベンチマークで1.032T FLOPSを達成し、当時最速のシングルシステムスーパーコンピュータとなった。 
2008年5月2日、Sun SPARC Enterprise M9000サーバーは、Oracle Databaseを使用して1テラバイトのスケールファクタでTPC-Hデータウェアハウスベンチマークで世界のパフォーマンス記録を達成した。 
2009年2月19日の時点で、SPARC Enterprise M8000は、SPEC OMP2001ベンチマークにて、中型と大型の両方で、64スレッドにおける世界記録を保持している。

### UltraSPARC Tプロセッサベースのモデル（Tシリーズ）
Tシリーズは最初のモデル (T1000)が2007年4月から販売開始し、2011年3月にシリーズ全製品の販売終了した。
UltraSPARC T1を採用していたSun Fire T1000、T2000が、SPARC Enterpriseに名称変更された。
- T1000 - 1CPU/8コア, ラックマウント(1U)
- T2000 - 1CPU/8コア, ラックマウント(2U)

2007年10月、サンはUltraSPARC T2ベースのサーバーをSPARC Enterpriseラインに追加した。
- T5120 - 1CPU/8コア, ラックマウント(1U)
- T5220 - 1CPU/8コア, ラックマウント(2U)

2008年4月、サンはUltraSPARC T2 PlusベースのサーバーをSPARC Enterpriseラインに追加した。
- T5140 - 2CPU/16コア, ラックマウント(1U)
- T5240 - 2CPU/16コア, ラックマウント(2U)

2008年10月、サンは4-way SMP UltraSPARC T2 Plusベースのサーバーをリリースした。
- T5440 - 4CPU/32コア, ラックマウント(4U)

## オペレーティングシステム
SPARC EnterpriseモデルはSolaris 10およびSolaris 11の実行をライセンスされている。

## パーティショニングと仮想化
Mシリーズは、動的ドメインと動的再構成をサポートしており、単一のマシンを複数の電気的に分離されたパーティションに分割できる。
UltraSPARC T1、UltraSPARC T2/T2+モデルは、論理ドメインを使用してシステムを分割する。
MシリーズモデルとTシリーズモデルはどちらもSolarisコンテナをサポートしており、各ダイナミックドメインまたは論理ドメインで最大8191の非グローバルゾーンをサポートする。